# 長谷虎紡績
長谷虎紡績株式会社（はせとらぼうせき）は、岐阜県羽島市に本社を置く紡績会社である。

## 概要
1887年に絹紡糸を製造する長谷製糸工場として創業した。テキスタイルやアパレル、資材用途の紡績部門、カーペットや車両内装材などによるインテリア部門で構成している。特殊糸の製造を強みとしており、高強度高弾力繊維や耐熱・難燃繊維などの高機能糸を製造している。スポーツ用途では、特殊糸の開発や織編み染色加工、中わた素材充填、縫製などのOEM事業も手掛けている。また鉱物練り込み高機能素材の光電子を使った糸や生地をリカバリーウェア向けなどに紹介する。2020年にはナノファイバーのベンチャー企業と共同で新会社スピタージュを設立した。ナノファイバーによる新商品開発もスタートした。

## 沿革
（この節の出典）
- 1887年（明治20年） - 初代 長谷虎吉が岐阜県羽島市江吉良町に長谷製糸工場を創業
- 1937年（昭和12年） - 二代目 長谷勘松、長谷絹布工場に改称
- 1943年（昭和18年） - 三代目 長谷虎治、長谷虎製麻工場所を設立
- 1947年（昭和22年） - 長谷虎産業株式会社と改称。綿糸の生産を開始
- 1951年（昭和26年） - 長谷虎紡績株式会社と改称
- 1961年（昭和36年） - 羽島市福寿町に新工場を建設し、カーペットの生産を開始
- 1983年（昭和58年） - カーペットJIS表示工場となる
- 1985年（昭和60年） - コンピュータ・ジェット(CJ)を商標登録
- 1986年（昭和61年） - 大阪ビルの新築
- 1989年（平成元年） - CJカーペット（クレーター柄）が第27回全国繊維技術展で通商産業大臣賞を受賞。 発明表彰で当社が開発したタフティングマシンが岐阜県知事賞受賞
- 1990年（平成2年） - 本社工場の集約合理化。特殊糸による多品種少量生産体制が整う
- 2003年（平成15年） - エコマーク認定のリサイクルカーペットタイル生産を開始
- 2004年（平成16年） - 中国上海に上海豊虎汽車地毯有限公司を設立
- 2005年（平成17年） - 船舶カーペット生産開始
- 2006年（平成18年） - 平方工場にてISO9001認証取得
- 2007年（平成19年） - 米国テネシー州にTUFTORA AUTOMOTIVE CARPET INC.を設立
- 2010年（平成22年） - 東京営業所を現在地に移転
- 2013年（平成25年） - コンピューター・ジェット（CJ）カーペットタイル　最新染色設備の導入。航空機カーペットの生産を開始。新型クラウンの車両用カーペットで異目付ハイブリットタフトが採用され、トヨタ自動車およびトヨタ紡織より技術賞を受賞
- 2016年（平成28年） - コンピューター・ジェット（CJ）ロールカーペット　最新染色設備の導入
- 2019年（令和元年） - 繊研新聞主催第49回繊研合繊賞(2018年度)でハイブリッドクリーンダウン光電子プロが繊研新聞社創業70周年記念賞を受賞。五代目社長に長谷享治が就任
- 2020年（令和2年） - ナノファイバー繊維会社・スピタージュ株式会社を設立

## 工場

### 平方工場
- 長谷虎紡績唯一の直営工場。1961年に建設されて以来主力のカーペットなどを生産している。
- 所在地 - 岐阜県羽島市福寿町平方2300

## 本社・営業所
本社
〒501-6236 岐阜県羽島市江吉良町197番1号
東京営業所
〒108-0014 東京都港区芝4丁目11番5号田町ハラビル8階
大阪営業所
〒541-0043 大阪府大阪市中央区高麗橋4丁目6番15号